# 牛宿增四
牛宿增四（ξ1 Cap，摩羯座ξ1）是一颗橙色的K型巨星，位于西方星座的摩羯座，视星等为6.34，距离地球约482.6光年。